# Nykøbing-Rørvig Kommune
| Strukturdaten       | Strukturdaten     |
| ------------------- | ----------------- |
| Sitz der Verwaltung | Nykøbing Sjælland |
| Fläche              | 39,99 km²         |
| Einwohner           | 7.482 (2004)      |
| Kommune seit 2007   | Odsherred Kommune |
| Website             | www.nrk.dk        |

Nykøbing-Rørvig Kommune war bis Dezember 2006 eine dänische Kommune im damaligen Vestsjællands Amt im Nordwesten der dänischen Hauptinsel Seeland. Seit Januar 2007 ist sie zusammen mit den ehemaligen Kommunen Trundholm und Dragsholm Teil der neugebildeten Odsherred Kommune.